# 魔法少女奈葉StrikerS
《魔法少女奈葉StrikerS》是《魔法少女奈葉》、《魔法少女奈葉A's》的動畫及漫畫續作。電視動畫在日本於2007年4月1日開始播放。

## 概要
本作品是繼《魔法少女奈葉》與《魔法少女奈葉A's》之後的第三部作品，本作品以前作「魔法少女奈葉A's」的十年後為背景（漫畫版第1至第3話當初是以前作的六年後為背景）。新作中不僅帶出了前作主角群成人之後身心上的改變，同時也大幅增加魔法知識範圍和角色數量。且新作中還添加了政治、心理戰等更加深沉的元素，延續前作的信念，帶給觀眾完全不同風格的魔法少女動畫。
「闇之書事件」（參照魔法少女奈葉A's）的10年後。踏入19歳的高町奈葉、菲特·T·哈洛溫、八神疾風三人，懷抱著彼此的友情牽絆、為了追求各自的夢想實現而加入時空管理局，並以一流魔導師的身分活躍。
在此當中，出現了新發現的太古遺產「聖遺晶石」（レリック），以及以此為目標而出現的謎樣機械兵器「共鳴拓發者」（ガジェットドローン）。為了迅速對應日後被稱為「聖遺晶石事件」的狀況(最後被稱為Js事件)，八神疾風考慮到設置能夠迅速對應的獨立部隊的必要性，設立了專責處理與太古遺產關連任務的特殊部隊——「機動六課」。
時間回溯到四年前。昴·中島在遭到機場火災捲入而幾乎喪命之際，由於奈葉的出現而得救。因為憧憬著如同「自己理想中的形象」一般的奈葉，昴立志要成為管理局的魔導師。
四年後，經過一番波折而順利成為管理局的新進魔導師的昴，與訓練校時代的夥伴蒂雅娜·蘭斯特共同挑戰魔導師的昇格試驗。於遠處凝視著兩人考試的，分別是認定兩人將成為「機動六課」的明日之星而投以注意的奈葉、菲特與疾風。在三人的注視之中，隨著宣告試驗開始的ReinForce II（統御之力zwei）的聲音，拉開「StrikerS」故事的序幕。

## 登場人物

### 各角色官階
- 高町奈葉：一等空尉
- 菲特·T·哈洛溫：執務官（等同於一等尉）
- 八神疾風：二等陸佐
- 昴·中島：二等陸士
- 蒂雅娜・蘭斯特：二等陸士
- 艾利歐·曼迪爾：三等陸士
- 凱洛·露·露西：三等陸士
- 席格娜：二等空尉
- 維塔：三等空尉
- ReinForce II：空曹長
- 銀河·中島：陸曹
- 原野·中島：三等陸佐
- 克羅諾·哈洛溫：XV級航空艦-克羅迪亞斯艦長/提督/機動六科監察人
- 尤諾·斯克萊亞：無限書庫司書長
- 琳蒂·哈洛溫：提督/機動六科監察人
- 格利斐斯·羅蘭：准陸尉

## 製作團隊
- 原作、腳本 - 都築真紀
- 監督 - 草川啓造
- 製作人 - 三嶋章夫、田中辰彌
- 人物設計 - 奥田泰弘
- 機械設計 - 宮澤努
- 美術監督、美術設定 - 片平真司
- 色彩設計 - 田崎智子
- 攝影監督、3DCGI監督 - 中山敦史
- 3DCGI - 小森稲穂、福士直也
- 2D放送設計 - 福士直也
- 音樂 - 佐野廣明
- 音響監督 - 龜山俊樹
- 行銷人員 - 向後友紀子、石岡朋子、黒木宏昌
- 管理人員 - 田中勇
- 執行製作人 - 上村修
- 動畫製作 - Seven Arcs
- 製作 - Nanoha StrikerS PROJECT

## 主題曲
片頭曲
「SECRET AMBITION」（第1 - 17話）
2007年4月18日發售
作詞 - 水樹奈奈 / 作曲 - 志倉千代丸 / 編曲 - 藤間仁（Elements Garden） / 歌 - 水樹奈々
「MASSIVE WONDERS」（第18 - 26話）
2007年8月22日發售
作詞 - 水樹奈奈 / 作曲・編曲 - 矢吹俊郎 / 歌 - 水樹奈奈

片尾曲
「星空的Spica」（第1 - 14話）
2007年5月9日發售
作詞 - 椎名可憐 / 作曲・編曲 - 太田雅友 / 歌 - 田村由香里
「Beautiful Amulet」（第15 - 26話）
2007年8月1日發售
作詞 - 椎名可憐 / 作曲・編曲 - 太田雅友 / 歌 - 田村由香里

插入曲
「空色の約束」（第8話）
2007年5月23日發售
作詞 - 都築真紀 / 作曲、編曲 - 佐野廣明 / 歌 - 齋藤千和
「Pray」（第24話）
2007年8月22日發售
作詞 - Hibiki / 作曲、編曲 - 上松範康（Elements Garden） / 歌 - 水樹奈奈

## 各話列表
| 話數 | 日文標題            | 中文標題                 | 分鏡              | 演出       | 作畫監督                               | 放送日        | DVD收錄卷 |
| ---- | ------------------- | ------------------------ | ----------------- | ---------- | -------------------------------------- | ------------- | --------- |
| 1    |                     | 飛向天空的翅膀           | 草川啓造          | 中山敦史   | 小森篤                                 | 2007年 4月1日 | Vol.1     |
| 2    |                     | 機動六課                 | 杉山正樹          | 畠山茂樹   | 橋本貴吉                               | 4月8日        | Vol.1     |
| 3    |                     | 集結                     | 友田政晴          | 古川政美   | 藤原利恵                               | 4月15日       | Vol.1     |
| 4    |                     | 初次警報                 | 久米一成          | 久米一成   | 久米一成                               | 4月22日       | Vol.2     |
| 5    |                     | 星與雷                   | 植田秀仁 日野一   | 吉田泰三   | 小森篤 内田孝                          | 4月29日       | Vol.2     |
| 6    |                     | 進展                     | 井上修            | 内山まな   | 古池敏也                               | 5月6日        | Vol.2     |
| 7    |                     | 阿哥斯塔賓館             | 井草かほる        | 笹木史郎   | 清山滋崇                               | 5月13日       | Vol.3     |
| 8    |                     | 共同的心願               | 杉山正樹          | 畠山茂樹   | 小田裕康                               | 5月20日       | Vol.3     |
| 9    |                     | 重要的事                 | 武内宣之          | 古川政美   | 橋本貴吉                               | 5月27日       | Vol.3     |
| 10   |                     | 機動六科的假日（前篇）   | 福田道生          | 喜多村菜穂 | 飯村真一                               | 6月3日        | Vol.4     |
| 11   |                     | 機動六科的假日（後篇）   | 静野孔文          | 宮崎修治   | 清水慶太                               | 6月10日       | Vol.4     |
| 12   |                     | 序印者                   | 杉山正樹          | 園田雅裕   | 倉橋希                                 | 6月17日       | Vol.4     |
| 13   |                     | 生命的理由               | 吉田泰三          | 吉田泰三   | 小森篤                                 | 6月24日       | Vol.5     |
| 14   | Mothers & children  | Mothers & Children       | 井上修            | 内山まな   | 古池敏也                               | 7月1日        | Vol.5     |
| 15   | Sisters & Daughters | Sisters & Daughters      | 福田道生          | 畠山茂樹   | 大城勝                                 | 7月8日        | Vol.5     |
| 16   |                     | 這一天、機動六課（前篇） | 友田政晴          | 古川政美   | 倉橋希                                 | 7月15日       | Vol.6     |
| 17   |                     | 這一天、機動六課（後篇） | 草川啓造          | 中山敦史   | 橋本貴吉                               | 7月22日       | Vol.6     |
| 18   |                     | 翼，再一次               | 櫻井美知代        | 笹木史郎   | 鈴木佐智子 清山滋崇                    | 7月29日       | Vol.6     |
| 19   |                     | 搖藍                     | 大森英敏          | 宮崎修治   | 清水慶太                               | 8月5日        | Vol.7     |
| 20   |                     | 無限的慾望               | 靜野孔文 杉山正樹 | 中山敦史   | 阿部智之                               | 8月12日       | Vol.7     |
| 21   |                     | 決戰                     | 園田雅裕          | 園田雅裕   | 石山寛 小田裕康（輔佐） 齋藤圭（輔佐） | 8月19日       | Vol.7     |
| 22   | Pain to Pain        | Pain to Pain             | 井上修            | 内山まな   | 古池敏也                               | 8月26日       | Vol.8     |
| 23   | Stars Strike        | Stars Strike             | 草川啓造          | 畠山茂樹   | 倉橋希 大城勝 青島克己                 | 9月2日        | Vol.8     |
| 24   |                     | 雷光                     | 長尾粛            | 笹木史郎   | 佐藤天昭                               | 9月9日        | Vol.8     |
| 25   |                     | 最終時限                 | 松井仁之 草川啓造 | 古川政美   | 橋本貴吉                               | 9月16日       | Vol.9     |
| 26   |                     | 奔向夢想的天空           | 吉田泰三          | 吉田泰三   | 小森篤 古川英樹（輔佐）                | 9月23日       | Vol.9     |

## 播放電視台
日本深夜動畫：下文記載的日本国内播放時間使用日本標準時間（UTC+9）表示。因為部分時間标识會採用30小时制，因此請留意这类超过24:00的时间，其實際播放時間為翌日清晨。
| 播放地域 | 播放電視台   | 播放期間                 | 播放時間（UTC+9）               | 播放區分  |
| -------- | ------------ | ------------------------ | ------------------------------- | --------- |
| 和歌山縣 | 和歌山電視台 | 2007年4月1日 - 9月23日   | 星期日 25:10 - 25:40            | 獨立UHF局 |
| 三重縣   | 三重電視台   | 2007年4月2日 - 9月24日   | 星期一 26:00 - 26:30            | 獨立UHF局 |
| 京都府   | KBS京都      | 2007年4月3日 - 9月25日   | 星期二 26:00 - 26:30            | 獨立UHF局 |
| 千葉縣   | 千葉電視台   | 2007年4月3日 - 9月25日   | 星期二 26:30～27:00             | 獨立UHF局 |
| 埼玉縣   | 埼玉電視台   | 2007年4月5日 - 9月27日   | 星期四 25:00 - 25:30            | 獨立UHF局 |
| 東京都   | TOKYO MX     | 2007年4月6日 - 9月28日   | 星期五 27:00 - 27:30            | 獨立UHF局 |
| 神奈川縣 | tvk          | 2007年4月6日 - 9月28日   | 星期五 27:15 - 27:45            | 獨立UHF局 |
| 全國放送 | Family劇場   | 2007年4月14日 - 10月6日  | 星期六 13:30 - 14:00 （有重播） | 衛星電視  |
| 全國放送 | AT-X         | 2008年6月21日 - 12月13日 | 星期六 10:00 - 10:30 （有重播） | 衛星電視  |

| 有線兒童台 星期六 08:00-09:00節目 | 有線兒童台 星期六 08:00-09:00節目                | 有線兒童台 星期六 08:00-09:00節目 |
| --------------------------------- | ------------------------------------------------ | --------------------------------- |
|                                   | 魔法少女奈葉StrikerS （2008年10月4日－12月27日） |                                   |
| 魔法少女奈葉A's                   | 忍者少女 重播                                    |                                   |

| 香港開電視 星期六 17:00-17:30節目 | 香港開電視 星期六 17:00-17:30節目              | 香港開電視 星期六 17:00-17:30節目 |
| --------------------------------- | ---------------------------------------------- | --------------------------------- |
|                                   | 魔法少女奈葉StrikerS （2019年3月16日－9月7日） |                                   |
| 動物大明星                        | 小小熊大營救                                   |                                   |

## 相關商品

### CD
- SECRET AMBITION（動畫OP#1）
發行日：2007年4月18日(水樹奈奈15th Single)
- 星空のSpica（動畫ED#1）
發行日：2007年5月9日（田村由香里12th Single）
- 魔法少女奈葉 StrikerS Sound Stage M The StrikerS
發行日：2007年3月30日
- 魔法少女奈葉 StrikerS Sound Stage 01（第6.5話 出張・機動六課!!～緊急搜索任務 in 鳴海市～）（含第8話空色の約束的插曲）
發行日：2007年5月23日
- 魔法少女奈葉 StrikerS Sound Stage 02（第14.5話 家族の風景in機動六課）
發行日：2007年7月18日
- Beautiful Amulet（動畫ED#2）
發行日：2007年8月1日（田村由香里13th Single）
- MASSIVE WONDERS(動畫OP#2)（含第24話Pray的插曲）
發行日：2007年8月22日（水樹奈奈16th Single）
- 魔法少女奈葉 StrikerS Sound Stage 03（第18.5話 蒼天の風 宵闇の炎）
發行日：2007年10月3日
- 魔法少女奈葉 StrikerS Sound Stage 04（第27話 青空）
發行日：2007年12月12日
- 魔法少女奈葉 StrikerS SOUND TRACK StS PLUS VOL 1
- 魔法少女奈葉 StrikerS SOUND TRACK StS PLUS VOL 2
- 魔法少女奈葉 StrikerS SOUND TRACK StS PLUS VOL 3
- 魔法少女奈葉 StrikerS Sound Stage M3 廣播劇CD
- 魔法少女奈葉 StrikerS Sound Stage X

### DVD
- 魔法少女奈葉 StrikerS Vol.1（商品編號：KIBA-1461）
- 魔法少女奈葉 StrikerS Vol.2（商品編號：KIBA-1462）
- 魔法少女奈葉 StrikerS Vol.3（商品編號：KIBA-1463）
- 魔法少女奈葉 StrikerS Vol.4（商品編號：KIBA-1464）
- 魔法少女奈葉 StrikerS Vol.5（商品編號：KIBA-1465）
- 魔法少女奈葉 StrikerS Vol.6（商品編號：KIBA-1466）
- 魔法少女奈葉 StrikerS Vol.7（商品編號：KIBA-1467）
- 魔法少女奈葉 StrikerS Vol.8（商品編號：KIBA-1468）
- 魔法少女奈葉 StrikerS Vol.9（商品編號：KIBA-1469）

### Blu-ray BOX
於2015年2月25日發售。

### 漫畫
時間軸位於《魔法少女奈葉A's》的故事六年後，15歲的奈葉一行人的故事，描述「A's和StrikerS之間的空白片段」。於《Megami MAGAZINE》上進行連載。
| 冊數 | 學習研究社    | 學習研究社             | 台灣角川       | 台灣角川               |
| 冊數 | 發售日期      | ISBN                   | 發售日期       | ISBN                   |
| ---- | ------------- | ---------------------- | -------------- | ---------------------- |
| 1    | 2007年5月30日 | ISBN 978-4-05-604819-3 | 2008年10月11日 | ISBN 978-986-174-805-4 |
| 2    | 2008年3月28日 | ISBN 978-4-05-607016-3 | 2009年12月12日 | ISBN 978-986-237-419-1 |

### 模型
- 魔法少女奈葉StrikerS 菲特·T·哈羅溫 1/8。製造商：。發行日：2007年9月。
- 魔法少女奈葉StrikerS 高町奈葉 1/8。製造商：。發行日：2007年7月。

## 外部連結
- （日語）魔法少女奈葉StrikerS官方網站 （页面存档备份，存于）